# HD 162020
Désignations
HD 162020 est une étoile de la constellation du Scorpion, distante de ∼ 101 a.l. (∼ 31 pc) de la Terre. Il s'agit d'une naine orange de type spectral K3V.

## Système planétaire
Une exoplanète ou une naine brune, HD 162020 b, orbite autour de l'étoile. Elle a été découverte en 2002.
| Planète | Masse   | Demi-grand axe (ua) | Période orbitale (jours) | Excentricité    | Inclinaison | Rayon |
| ------- | ------- | ------------------- | ------------------------ | --------------- | ----------- | ----- |
| b       | 14,4 MJ | 0,074               | 8,428 198 (± 5,6 × 10−5) | 0,277 (± 0,002) |             |       |